# Ilja Ilin
Ilja Aleksandrovitj Ilin (kazakiska: Илья Александрович Ильин), född 24 maj 1988 i Qyzylorda, är en kazakisk tyngdlyftare som sedan år 2006 till 2014 tävlade i 94-kilosklassen, och numera 105-kilosklassen. I världsmästerskapen i tyngdlyftning har han vunnit två guldmedaljer i 94-kilosklassen år 2006 och 2011 samt en guldmedalj i 85-kilosklassen år 2005. År 2010 vann han en guldmedalj i de asiatiska spelen i 94-kilosklassen. Ilja Ilin har deltagit i Olympiska sommarspelen två gånger. Han vann guld både i Peking 2008 och i London 2012.